# Liu Limin
Liu Limin (chinesisch: 刘黎敏; * 27. März 1976) ist eine ehemalige Schwimmerin aus der Volksrepublik China.

## Karriere
Für erste internationale Aufmerksamkeit sorgte Liu Limin bei den Kurzbahnweltmeisterschaften 1993 in Palma, als sie über 200 Meter Schmetterling und mit der chinesischen 4-mal-100-Meter-Lagenstaffel Weltmeisterin wurde.
Im Jahr 1994 wurde sie bei den Schwimmweltmeisterschaften in Rom sowohl über 100 Meter als auch über 200 Meter Schmetterling Weltmeisterin.
Im Jahr darauf, bei den Kurzbahnweltmeisterschaften in Rio de Janeiro, konnte sie sich in einer neuen Weltrekordzeit den Weltmeistertitel über 100 Meter Schmetterling sichern.
Bei den Olympischen Spielen 1996 in Atlanta gewann sie außerdem die Silbermedaille über 100 Meter Schmetterling. Über 200 Meter Schmetterling wurde sie letztlich Fünfte.
Ihren letzten Titel gewann Liu bei den Kurzbahnweltmeisterschaften 1997 in Göteborg, als sie Weltmeisterin über ihre Spezialstrecke, den 200 Meter Schmetterling, wurde.
2000 nahm sie nochmals bei den Olympischen Sommerspielen 2000 in Sydney teil. Dort erreichte sie nur mit der chinesischen 4-mal-100-Meter-Lagenstaffel ein Olympiafinale, wo sie schließlich Achte wurde. Über 100 Meter Schmetterling, wo sie 18. wurde und über 200 Meter Schmetterling, wo sie 19. wurde, kam sie nicht über die Vorläufe hinaus.
Im Jahr 2001 beendete sie ihre Laufbahn.